# Antoni Dontschew
Antoni Kilirow Dontschew (zumeist Antoni Donchev geschrieben, bulgarisch Антони Кирилов Дончев; * 5. Februar 1959 in Sofia) ist ein bulgarischer Jazzpianist.

## Leben und Wirken
Dontschew war bereits während seiner Schulzeit als Musiker aktiv. Seit der Studienzeit an der Nationalen Musikakademie von Sofia spielte er in verschiedenen Formationen mit dem Schlagzeuger Hristo Yotzov. Er debütierte 1978 beim ersten Jazzfestival in Sofia. Mit Jotzov trat er Simeon Shterevs Focus Quartett bei. In dieser Formation nahm er dan den Jazztagen von Debrecen, dem Jazz Jamboree in Polen und Jazzfestivals in Nürnberg, Hannover, Zagreb, Istanbul, Sibiu und Tbilisi teil.
1985 gründete Dontschew mit Jotzov das Duo Acoustic Version. Beim internationalen Jazzwettbewerb für junge Bands in Hoeilaart (Belgien) gewannen sie als Duo den ersten Preis; beide erhielten Preise als Solisten. Im Folgejahr erhielten sie bei den 5. Leverkusener Jazztagen den Titel Young European Jazz Artists. Es folgten weitere Erfolge bei internationalen Festivals, Tourneen bzw. Rundfunkaufnahmen in Österreich, Ungarn, Polen, Deutschland, Belgien, den Niederlanden, Russland und Bulgarien.
1987 realisierte Dontschew mit dem Akkordeonspieler Petar Ralchev  das Folk Jazz Band Projekt; mit Ivo Papasov entstand (für ein Festival in Thessaloniki) ein Projekt mit Folkloreelementen.
1989 schloss sich Dontschews jüngerer Bruder George Donchev dem Duo Acoustic Version an. Als Trio begleitete die Band den Sänger Vasil Petrov (1991), trat in Deutschland und Griechenland auf und gab in London 1994 Konzerte mit dem Kavalspieler Theodosii Spassov. Das Trio arbeitete auch mit den Saxophonisten Andy Scofield und Tommy Smith und dem deutschen Trompeter Reiner Winterschladen zusammen.
Daneben beteiligte sich Dontschew auch am Projekt Mirrorworld des ungarischen Violinisten Zoltán Lantos und komponierte Film- und Schauspielmusik für das Thalia Theater in Hamburg.

## Diskographie
- Acoustic Version, 1987
- Hitting the Spot, 1995
- Dum-ba-la, 1998
- DOM No. 13, 2000
- Anatoly Vapirov / Antoni Donchev: Inner Spaces, 2017